# 神曲 (ムタンチスのアルバム)
『神曲』（原題：A Divina Comédia ou Ando Meio Desligado）は、ブラジルのバンド、ムタンチスが1970年に発表した3作目のスタジオ・アルバム。

## 解説
アルバム・タイトルは、ダンテ・アリギエーリの叙事詩『神曲』とバンドのオリジナル曲「アンド・メイオ・ヂスリガード」を合わせて付けられた。「アンド・メイオ・ヂスリガード」はバンド最大のシングル・ヒット曲の一つで、ドラッグ・ソングと解釈されることもあるが、セルジオ・ヂアスは2009年のインタビューにおいて「マリファナについての曲じゃなくてラヴ・ソングだ」と説明している。この曲は『ローリング・ストーン・ブラジル』誌が2009年に選出した「ブラジルの偉大な曲100」で50位にランク・イン。
1970年には、本作収録曲のうち「ヘイ・ボーイ」、「ヂスクルペ・ベイブ」、「アンド・メイオ・ヂスリガード」、「プレシーゾ・ウルジェンチメンチ・エンコントラール・ウン・アミーゴ」の4曲が収録されたEPも発売されている。
Ari Wiznitzerはオールミュージックにおいて5点満点中4点を付け「このアルバムはバンドの最高傑作の一つであり、様々なジャンルの音楽を自分たちの屈折した個性に転化する能力を示している」と評し、「アンド・メイオ・ヂスリガード」に関してはアメリカのサイケデリック・ロック、「メウ・ヘフリジラドール・ナォン・フンシオナ」に関してはジャニス・ジョプリン、「ヘイ・ボーイ」に関してはドゥーワップを引き合いに出している。『ローリング・ストーン・ブラジル』誌が選出した「ブラジル音楽の偉大なアルバム100」では22位にランク・イン。

## 収録曲
1. アンド・メイオ・ヂスリガード - "Ando Meio Desligado" (Arnaldo Baptista, Rita Lee, Sérgio Dias) - 4:48
2. ケン・テン・メード・ヂ・ブリンカール・ヂ・アモール - "Quem Tem Medo de Brincar de Amor" (A. Baptista, R. Lee) - 3:45
3. アヴェ、ルシフェール - "Ave, Lúcifer" (A. Baptista, R. Lee, Élcio Decário) - 2:20
4. ヂスクルペ、ベイブ（ごめんね、ベイブ） - "Desculpe, Babe" (A. Baptista, R. Lee) - 2:50
5. メウ・ヘフリジラドール・ナォン・フンシオナ（こわれた冷蔵庫） - "Meu Refrigerador não Funciona" (A. Baptista, R. Lee, S. Dias) - 6:21
6. ヘイ・ボーイ - "Hey Boy" (A. Baptista, É. Decário) - 2:48
7. プレシーゾ・ウルジェンチメンチ・エンコントラール・ウン・アミーゴ（友達） - "Preciso Urgentemente Encontrar um Amigo" (Roberto Carlos, Erasmo Carlos) - 3:51
8. シャオン・ヂ・エストレーラス - "Chão de Estrelas" (Orestes Barbosa, Sílvio Caldas) - 3:12
9. ジョーゴ・ヂ・カルサーダ - "Jogo de Calçada" (A. Baptista, Wandler Cunha, Ilton Oliveira) - 4:07
10. アレルイア（ハレルヤ） - "Haleluia" (A. Baptista) - 3:41
11. オー! ムリェール・インフィエル（不実な女!） - "Oh! Mulher Infiel" (A. Baptista) - 4:19

## 参加ミュージシャン
- セルジオ・ヂアス - ボーカル、ギター、ベース
- アルナルド・バチスタ - ボーカル、キーボード、ベース
- ヒタ・リー - ボーカル、パーカッション、エフェクト
- リミーニャ - ベース(#2, #4, #6, #7)[7]

ゲスト・ミュージシャン
- ヂーニョ・レーミ - ドラムス
- ナナ・ヴァスコンセロス - コンガ(#1, #4)[7]
- ラファエル・ヴィラーディ – バッキング・ボーカル(#6)、ギター(#8)[7]
- ホジェーリオ・ドゥプラ - アレンジ